# VATSIM
VATSIM Network (сокр. от англ. Virtual Air Traffic Simulation Network) — общедоступная специализированная международная компьютерная сеть, созданная энтузиастами виртуальной авиации. Решает задачу воссоздания в сети реальных процедур взаимодействия экипажей воздушных судов и диспетчеров службы управления воздушным движением.

## Как работает VATSIM
VATSIM объединяет людей в десятках стран. Набор технических средств позволяет воссоздать в компьютерной сети взаимодействие различных звеньев гражданской авиации, воссоздать работу авиакомпаний, органов управления воздушным движением, аэродромов всего мира. Как и в реальности, все воздушное пространство разделено на региональные воздушные зоны, ответственность за которые лежит на определённых диспетчерских пунктах, подчинённых региональным организациям. Виртуальное воздушное пространство симулируется несколькими, соединёнными между собой серверами, к которым производится непосредственное подключение участников сети (диспетчеров и пилотов).
Пилот управляет самолётом в авиасимуляторе, наблюдая вокруг себя и другие подключённые к сети воздушные суда. Все они, в свою очередь, появляются в виде меток на экранах диспетчерских программ, где предусмотрены возможности сходные с возможностями реальных автоматизированных систем управления воздушным движением. Пилот и диспетчер взаимодействуют благодаря возможности составления и корректировки плана полёта, с помощью голосового и текстового общения. Благодаря использованию актуальной метерологической информации (METAR) в сети по возможности создаются реальные погодные условия в районе аэродромов и на эшелоне.

## Ограничения и нормативная база
В сети VATSIM существует стремление сделать игровой процесс наиболее приближённым к реальным авиационным процедурам. Для этого внутренние правила и наставления формируются на основании документов, регламентирующих действующие в стране правила. Так, для России это «Международный воздушный кодекс», «Воздушный кодекс РФ», «Наставления по производству полётов в гражданской авиации», «Федеральные авиационные правила», «руководство по лётной эксплуатации» выбранного пилотом воздушного судна, «технология работы экипажа» выбранного воздушного судна, «технология работы диспетчера» выбранного диспетчерского пункта. Для планирования полётов используется наиболее актуальная доступная аэронавигационная информация.
Параллельно работе VATSIM решаются задачи по разработке моделей воздушных судов для производства полётов в различных авиасимуляторах. Цели разработки — приблизить к реальности аэродинамику, глубину симуляции, обработку и отображение параметров полёта, внешний вид, детализацию визуальной модели воздушного судна. Также идёт разработка сценариев различных географических областей (аэродромов, городов, местностей, окружающей среды, воздушной среды и других визуальных эффектов вокруг воздушного судна) для увеличения глубины симуляции, приближения участника виртуального воздушного движения к реальной окружающей среде, увеличение детализации визуальных ориентиров, точности воссоздания ландшафта, использования текстур, создающих эффект присутствия.
В то же время руководство сети стремится ограничить перфекционизм некоторых организаторов региональных отделения VATSIM, рядовых диспетчеров и пилотов, требуя от них понимания ограничений игрового процесса. Ставится цель нахождения баланса между реализмом и получением удовольствия от игры. Таким образом, реализм в некоторых случаях приносится в жертву игровой составляющей.
Поскольку основной целью VATSIM является симуляция полётов гражданской авиации, правила сети накладывают серьёзные ограничения на симуляцию военных полётов. В частности, запрещены воздушные бои, бомбардировочные вылеты и другие недружественные действия. В то же время простые полёты военных типов воздушных судов между двумя пунктами (перегоночные полёты, полёты военно-транспортной авиации) разрешены при условии, что они не нарушают правил гражданского воздушного пространства. Некоторые действия разрешены, но требуют членства в одной из одобренных руководством сети ассоциаций виртуальных специальных операций (VSOA, Virtual Special Operations Association). К таким действиям относятся, например, дозаправка в воздухе, симуляция военных учений и учебных манёвров воздушного боя, взлёты и посадки с авианосцев, военные полёты на низких высотах, сопровождения и перехваты, симуляция пожаротушения и воздушных поисково-спасательных операций, симуляция авиашоу, космических полётов и полётов БПЛА.
Руководящие документы сети VATSIM:
- Основным руководящим документом сети, описывающим её правила, является Кодекс поведения (Code of Conduct)[3].
- Структура сети и информация про её функционирование и управление описывается в Кодексе регулирования (Code of Regulation)[4]
- Документом, которые описывает взаимоотношения пользователя и сети является Пользовательское соглашение (User’s agreement)[5]

## Виды участия
Каждый участник сети может выполнять полёты в роли «пилота» воздушного судна. После изучения необходимых материалов и сдачи теоретического и практического экзаменов участник получает допуск на осуществление управления воздушным движением, становясь таким образом «диспетчером». Опытные диспетчеры того или иного подразделения часто входят в состав его «руководства». За порядком в сети и соблюдением правил наблюдают «супервайзеры», которые назначаются руководством из числа желающих и соответствующих требованиям участников сети.
В состав VATSIM могут входить не только отдельные участники, но и виртуальные организации, такие как виртуальные авиакомпании.
Виртуальные пилоты, выполняющие полёты, объединяются в сообщества, именуемые виртуальными авиакомпаниями. Виртуальные авиакомпании, имитируют полёты реальной или вымышленной авиакомпании. Виртуальные авиакомпании предлагают своим пилотам множество инструментов для выполнения полётов, как например документацию с собственными процедурами в полёте, собственное программное обеспечение, учебные курсы и т. п. Членство в виртуальной авиакомпании помогает ощущать больше реализма.

## Цели участников
Основной соревновательный аспект в VATSIM для пилота — правильный и точный расчёт маршрута полёта, учёт метеорологической, воздушной, информационной обстановки, чётко выполненные функции пилота воздушного судна ГА, вылет и прилёт на аэродром назначения согласно расписанию полётов или полётного плана.
Основной соревновательный аспект в VATSIM для диспетчера — чёткая работа по организации воздушного движения в зоне его ответственности, взаимодействие со смежными диспетчерскими пунктами, обеспечение эшелонирования, предотвращение опасных ситуаций, правильное планирование и предвидение возможных путей развития ситуации в зоне своей ответственности и в смежных воздушных зонах.

## Программная реализация

### Программы для пилотов
Работа системы состоит из двух основных составляющих. Пилоты пользуются авиасимулятором. Наиболее распространёнными вариантами являются Microsoft Flight Simulator 2020 и 2024. Также в VATSIM можно летать, используя X-Plane 11 и 12, Prepar3D, FlightGear и некоторые предыдущие версии Microsoft Flight Simulator (FSX, FS2004/FS9). В зависимости от симулятора, для взаимодействия с серверами используются специальные клиенты vPilot (MSFS2020/2024, FSX, Prepar3D), xPilot (X-Plane) и swift (FS9, FlightGear), передающие в сеть информацию о текущем положении воздушного судна, его высоте или эшелоне (посредством ответчика), работе двигателей, включённых огнях, положении различных управляющих поверхностей и шасси. Общение со службой управления воздушным движением осуществляется голосом через встроенный голосовой клиент на основе протокола RogerWilco, либо текстом. Через клиент виртуальный пилот также получает информацию об аналогичных параметрах воздушных судов других подключённых к сети участников, и таким образом может наблюдать их в своём симуляторе.

### Программы для диспетчеров
Диспетчеры соединяются с теми же серверами, к которым осуществляют подключение пилоты, однако для них существуют специальные программы. Наиболее популярными стали ASRC и более новые VRC и EuroScope. Для симуляции посадочного радара существуют также SPARC и MLSP — программы российской разработки. Они позволяют выполнять те же операции, что и профессионально программное обеспечение, установленное в настоящих диспетчерских пунктах. Имеют встроенную поддержку голосового общения с пилотами.

## Дополнения

### SPARC
SPARC — дополнение к игровой программе, аналог Обзорного РадиоЛокатора Аэродромного для виртуальных полётов (ОРЛ-А) в сети виртуальной авиации VATSIM. Используется диспетчером диспетчерского пункта посадки (ПДП), как часть Радиолокационной Системы Посадки (РСП) при посадке по локатору и по приводным с контролем по ОРЛ-А. Позволяет указать пилоту отклонения от глиссады как по вертикали, так и по горизонтали (в отличие от посадочного радиолокатора, который позволяет увидеть отклонение лишь по горизонтали). Имеет возможность самостоятельного введения координат торцов взлётно-посадочной полосы и наклона глиссады. Для подключения необходимо соединить VRC или ASRC по Localhost к SPARC.

### Hoppie's ACARS
Сеть, позволяющая симулировать функциональность ACARS в сетях VATSIM и IVAO. Создана и поддерживается нидерландским авиационным инженером Йеруном Хоппенбрауэрсом. Использование сети рекомендуется документацией IVAO, но не имеет официальной поддержки в VATSIM. Несмотря на это, фактически используется диспетчерами многих дивизионов VATSIM. Ряд высокодетализированных виртуальных моделей самолётов имеют встроенную поддержку Hoppie's ACARS, в случае отсутствия в модели такой функциональности можно использовать работающие с сетью сторонние приложения, например, приложение с открытым кодом EasyCPDLC.